# Calycomyza urania
Calycomyza urania este o specie de muște din genul Calycomyza, familia Agromyzidae, descrisă de Martinez în anul 1992.
Este endemică în Guadeloupe. Conform Catalogue of Life specia Calycomyza urania nu are subspecii cunoscute.